# Артимович Агенор Васильович
Артимо́вич Агено́р також Аґено́р (30 серпня 1879, Великий Кучурів, нині Сторожинецького району Чернівецької області — 21 жовтня 1935, Прага) — український мовознавець, класичний філолог, громадсько-політичний діяч.

## Життєпис
Упродовж 1912–1918 років — голова Української народної партії в Буковині, член Української Національної Ради, голова Української Краєвої Національної Ради в Буковині, державний секретар (міністр) освіти ЗУНР-ЗОУНР; дійсний член НТШ, доцент Чернівецького університету, професор Українського вільного університету й Українського педагогічного інституту в Празі; праці з класичного мовознавства.
Агенор Артимович — один з таких яскравих освітніх діячів, чий світогляд формувався в чернівецькому студентському середовищі, а більша частина громадського і наукового життя тривала на чужині, зокрема в середовищі української еміграції в тодішній Чехословаччині. Стислі відомості про Артимовича, вміщені у першому томі «Енциклопедії українознавства», переконують нас в тому, що і як науковець, і як активний учасник культурного життя він був діячем загальноукраїнського рівня, налагоджував діалог української і західноєвропейських культур. Проте ім'я Агенора Артимовича не належить до часто згадуваних як у контексті національного відродження України початку ХХ ст., так і в контексті розвитку шкільництва на Буковині цього періоду. При цьому про багатьох інших його сучасників і друзів, зокрема про професорів В. Сімовича та С. Смаль-Стоцького, знаємо набагато більше.
Можливо, так трапилося тому, що Артимович був менше заангажований у політику. В переліку його офіційних посад лише одна безпосередньо пов'язана із політичною діяльністю: як член Української Національної Ради від Буковини він був секретарем освіти і культів в уряді ЗУНР. Усі наступні роки життя вченого були присвячені науковій і викладацькій роботі в освітніх закладах, організованих українською еміграцією, — Українському вільному університеті (спочатку у Відні, згодом у Празі), Українському високому педагогічному інституті ім. М. Драгоманова (у Празі).

Перший педагогічний досвід Агенор Артимович здобув у німецькій гімназії в Чернівцях, де він вчителював разом зі своїм найближчим другом Василем Сімовичем. Цей досвід став у пригоді, коли українська громада висунула його на директора Кіцманської гімназії після смерті Сергія Шпойнаровського. Згадуючи про свого друга, Василь Сімович писав: 
|  | «Ще молодий, поверх тридцятьлітній чоловік мав обняти керму нової школи — й до того треба було іспиту з української викладової мови. За два тижні ми пройшли з ним цілий курс із теоретичного й порівняного ставновища (всього по годинці сполудня щодня). Він уже тоді говорив по-українському, вивчився сам — із газет (узагалі, крім рідної йому німецької, він говорив гладко по-латині, знав іще мови: французьку, новогрецьку, англійську, італійську, зі слов'янських: чеську й розумів по-російському), але ж публічно чи дискутуючи з ким у наукових справах — не зважувався говорити. А в рік після того, як став директором, вів по-українськи конференції і на з'їзді українських вчителів середніх шкіл у Кіцмані (здається, 1912 р.) виголосив із пам'яті науковий реферат по-українськи, в якому (за цілої 1,5 години) зробив тільки дві помилки (замість доконаного дієслова вжив недоконаного)» |

. Цей факт є промовистим з огляду на те, що походив він з родини, яка мешкала у Великому Кучурові, батько — українець, мати — німкеня. Хоча його рідною мовою була німецька, але саме мати виховувала двох своїх синів — Агенора та його брата Адріяна — у переконанні, що вони українці, бо їх батько був українцем. Крім того, наведена цитата виявляє не лише ставлення Агенора Артмовича до української мови, а й до педагогічних проблем, для розв'язання яких організовувалися вчительські конференції.
Активна громадянська позиція Агенора Артмовича виявилася, коли він разом із кіцманськими вчителями виступив проти режиму всесильного тоді Миколи Василька. Як зазначає Сімович, обурений Василько викликав до себе Артимовича і почав докоряти, що саме завдяки його сприянню останній здобув посаду директора гімназії. На що Артимович, який на чолі Кіцманської гімназії став за ініціативи С. Смаль-Стоцького, відповів: «Я гадаю, що мене обрали директором з національних мотивів. Коли ж справа стоїть так, як кажете, то я готовий будь-коли відмовитись від своєї посади директора» [Сімович, с. 675]. Того ж дня він подав до міністерства освіти у Відні прохання, щоб його повернули на місце вчителя.
Досвід директора української гімназії у Кіцмані стала в пригоді Артимовичу, коли його за дорученням інституту було призначено директором української реформованої реальної гімназії у Ржевніце неподалік Праги (1928–1930 рр.) та запропоновано організувати українську приватну гімназію («Греко-католицьку гуцульську гімназію») у Великому Бичкові на Закарпатті (1934 р.), де на той час була найсвідоміша українська громада.
Наукові зацікавлення Артимовича були привернуті головно до класичної філології. Перекладацька спадщина вченого містить твори Софокла, Овідія, Катулла, Проперція, Лукіана, а теоретичні праці присвячені латинській і грецькій метриці, загальномовознавчим проблемам. Переклади грецької класики для Артимовича та Сімовича стали спільною працею всього життя. Колеги і приятелі, вони встигли перекласти всі твори Арістофана, мали думку перекласти й усього Евріпіда, проте більшість перекладів лишилися в рукописах і лише фрагменти були видрукувані під спільним псевдонімом Сімартич.
Агенор Артимович активно долучався до роботи Празького лінгвістичного гуртка (не лише власними науковими працями в галузі фонології, а й участю у підготовці збірника на честь чеського філолога В. Матезіуса, засновника цього гуртка), виступав із доповідями на Міжнародному фонологічному з'їзді у Празі (1930), Міжнародному лінгвістичному — у Женеві (1931), на з'їзді класичних слов'янських філологів у Празі (1931), славістичному з'їзді у Варшаві (1934). Одна з праць вченого «Про дактильо-епітрети у грецьких поетів» — була прийнята до друку в «Записках» ВУАН в Києві 1927 року. З 1934 р. Артимович став дійсним членом НТШ, а в 1937 році, у 155 томі «Записок» цього товариства опубліковано його останню наукову статтю «Потенціальність мови» (до того була надрукована чеською мовою у журналі «Slovo a Slovesnost», Прага, 1936 р.), а також некролог.
Спеціальних досліджень постаті Артимовича та його ролі в українському культурному житті, зокрема у шкільництві, сьогодні недостатньо. Чимало інформації про Артимовича можна знайти завдяки архіву професора Сімовича, що зберігається у відділі рідкісної книги Наукової бібліотеки ЧНУ. Листування Артимовича з родиною Сімовичів найактивніше впродовж 1933–1935 років. Це листування виявляє не лише стиль особистих стосунків, коло побутових та моральних проблем, які накидає час, а й багате деталями про перебіг важливих подій українського культурного життя, що їх свідком і учасником був Артимович. Ці деталі, маргінальні в офіційних історичних документах і свідченнях, домальовують живу картину минулого, без якої годі собі уявити історію як об'єктивне або бодай наближене до об'єктивного знання.
На вшанування Артимовича Агенора Васильовича на Меморіальному пам'ятному знаку, встановленому працівниками Української господарської академії на цвинтарі Подєбрад, встановлено окрему меморіальну дошку.

## Документальна спадщина
Документальна спадщина Агенора Артимовича, а зокрема творчі (наукові) матеріали, листування, документи біографічного характеру про нього та його родину зберігаються у фондах Центрального державного архіву зарубіжної україніки — ЦДАЗУ, ф.6 «Артимович Агенор Васильович (1879—1935), визначний український мовознавець та культурно — освітній діяч». У фонді зконцентровано 38 архівних справ, документи яких охоплюють період 1856–1952 рр.